# Around the World (видео)
Around the World — пятый DVD/video релиз Мэрайи Кэри. На диске представлены живые выступления Мэрайи, путешествующей по всему миру. Съёмки проходили во время тура Butterfly World Tour в концертных залах Нью-Йорка, Гавайях, Японии,Тайвани и Австралии. DVD был выпущен в апреле 1999 года. Релиз был номинирован на премию ALMA.

## Список композиций
1. «Butterfly» вступление / «Emotions»
2. «Fantasy»
3. «Dreamlover»
4. «My All»
5. Япония / Нью-Йорк
6. Беседа с Brenda K. Starr
7. «I Still Believe»
8. «I'll Be There»
9. Австралия
10. «Hopelessly Devoted to You»
11. Вечеринка в честь выхода альбома «#1’s»
12. «Whenever You Call»
13. «Honey»
14. «Hero» / «Butterfly» завершение
15. «Butterfly» (Видеоклип)
16. «Breakdown» (Видеоклип)
17. «The Roof (Back in Time)» (Видеоклип)
18. «My All» (Видеоклип)

## Позиции в чартах
| Чарт                           | Высшая позиция | Сертификация | Продажи |
| ------------------------------ | -------------- | ------------ | ------- |
| Brazilian Music DVD Chart      |                | Золотой      | 25,000  |
| U.S. Billboard Top Music Video | 3              | Платиновый   | 100,000 |